# Anto Šarić
Anto Šarić (Bistrica, 12. studenog 1949. – Sarajevo, 12. svibnja 2010.) bio je hrvatski književnik iz BiH, katolički svećenik i profesor. 

## Životopis
Rođen je 12. studenog 1949. u obitelji Joze i Anđe (rođ. Džalto), u Bistrici kod Uskoplja. Nakon završene osnovne škole u Uskoplju, srednju školu završava, 1968. godine, u biskupskom sjemeništu u Dubrovniku. Godine 1969. započinje filozofsko-teološki studij na Vrhbosanskoj visokoj teološkoj školi. Dana 29. lipnja 1974. zaređen je za svećenika.
Djelovao je kao župni vikar u Travniku od 1975. do 1976. godine. Godine 1976. odlazi u Rim na specijalizaciju iz dogmatskog bogoslovlja na Papinskom sveučilišta Gregoriana. Tamo je doktorirao tezom „Isus Krist prekretnica svijeta: Kristologija Friedricha Gogartena”. Od 1982. pa do svoje smrti, predavao je na Vrhbosanskoj katoličkoj teologiji dogmatske predmete.
Bio je i urednik časopisa Hrvatska misao. Također je bio član Matice Hrvatske u Sarajevu.

## Djela
- „Marija u vjeri kršćana” (1987.)
- „Prezbiteri služitelji Božje riječi” (1987.)
- „Biti kršćanin” (1999.)
- „Ruža na vjetru” (2003.).

### Članci
- Bižaca, Nikola. 2010. Anto Šarić (1949.-2010.). In memoriam. Crkva u svijetu. Sveučilište u Splitu - Katolički bogoslovni fakultet. Split. 45 (2): 274–278